# Steve Staunton
Stephen Staunton (Drogheda, 19 gennaio 1969) è un allenatore di calcio ed ex calciatore irlandese.

## Carriera

### Giocatore

#### Club
Iniziò la sua carriera nel Dundalk, per trasferirsi poi al Liverpool il 2 settembre 1986 per la cifra di 20.000 sterline. Qui giocò dal 1986 al 1991, fatta eccezione per il prestito al Bradford del 1987. Nel 1991 si trasferì all'Aston Villa, dove rimase fino al 1998. Nel 1998 venne richiamato al Liverpool, dove comunque non riuscì ad imporsi come titolare e nel 2000 giocò in prestito al Crystal Palace per due mesi. Il 6 dicembre 2000 si trasferì nuovamente all'Aston Villa, dove trascorse tre stagioni (che fanno un totale di dieci con la maglia dei Villans) di cui l'ultima stagione (2002-2003) con la fascia di capitano. Il 15 agosto 2003 si trasferì al Coventry City in cui trascorse due stagioni ed infine si trasferì al Walsall il 2 agosto 2005. La sua ultima partita da calciatore fu Walsall 2-0 Blackpool del 31 dicembre 2005, in questa occasione indossò la fascia di capitano.

#### Nazionale
Con la nazionale irlandese ha giocato per quattordici anni partecipando a tre campionati mondiali. Ne è stato anche capitano nel 2002.

### Allenatore
È stato il commissario tecnico della Nazionale irlandese dal 14 gennaio 2006 al 23 ottobre 2007.
Il 4 febbraio 2008 ha firmato con il Leeds United come vice di Gary McAllister ma quando quest'ultimo venne esonerato (dicembre 2008), anche Staunton lasciò il club.
Ha ricoperto la carica di osservatore per il Wolverhampton Wanderers fino al 5 ottobre 2009 quando è stato assunto come allenatore dal Darlington. Nel 2010 termina la sua avventura sulla panchina del club bianconero.

## Palmarès

### Giocatore

#### Competizioni nazionali
- Campionato inglese: 1

Liverpool: 1989-1990
- Coppa d'Inghilterra: 1

Liverpool: 1988-1989
- Charity Shield: 3

Liverpool: 1988, 1989, 1990
- Coppa di Lega inglese: 2

Aston Villa: 1993-1994, 1995-1996

#### Competizioni internazionali
- Coppa Intertoto UEFA: 1

Aston Villa: 2001